# 宝蔵寺 (足立区鹿浜)

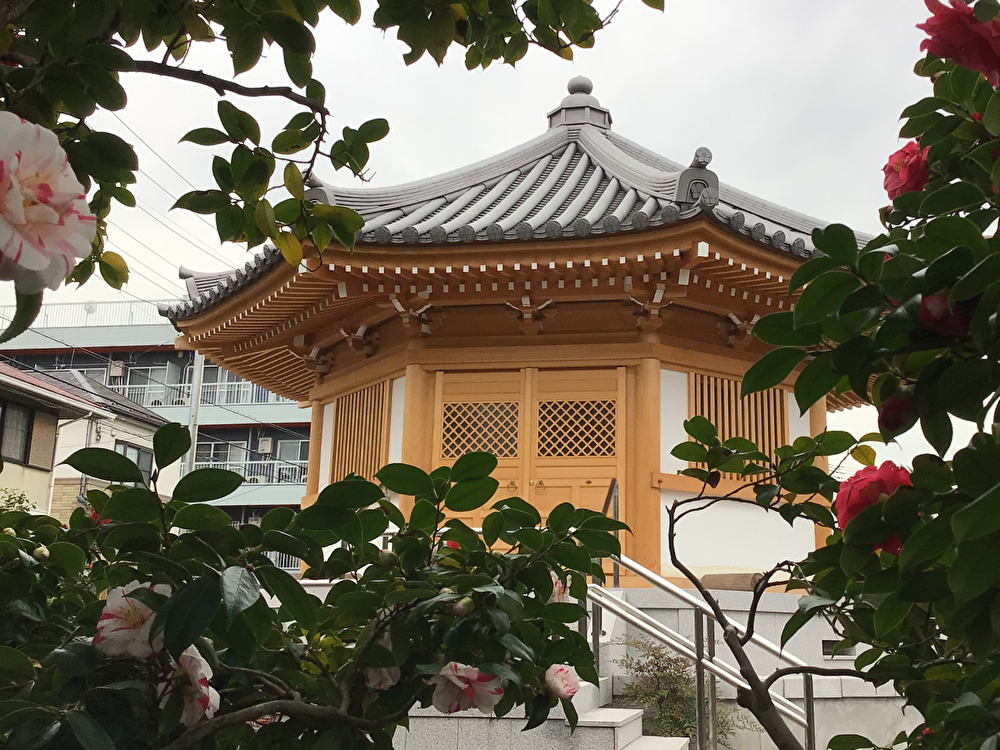
宝蔵寺　八角堂

宝蔵寺（ほうぞうじ）は、東京都足立区にある真言宗智山派の寺院。

## 歴史
弘安年間（1278年 - 1288年）、良算によって開山された。かつては現在の鹿浜橋付近にあったが、水害を避けるために江戸時代中期に現在地に移転した。
古くは末寺八か寺を擁する寺院であったが、今は長楽寺と阿弥陀院を残すのみとなっている。
薬師如来を本尊とする。その他に薬師如来像が二体あり、そのうち一体を2020年（令和2年）に再建した八角堂に納めている。

## 交通アクセス
- 西新井大師西駅より徒歩22分（経路案内）。